# RŠÚJ Bratislavský kraj
RŠÚJ Bratislavský kraj je statistická oblast Eurostatu úrovně NUTS 2. Její území je tvořeno územím Bratislavského kraje.
Oblast má rozlohu 2053 km² a na jejím území žije 559 115 obyvatel (hustota zalidnění 272 ob./km²).

## Členění oblasti
| RŠÚJ 2                 | RŠÚJ 2 | RŠÚJ 3            | RŠÚJ 3 | LŠÚJ 1               | LŠÚJ 1 |
| oblast                 | kód    | kraj              | kód    | okres                | kód    |
| ---------------------- | ------ | ----------------- | ------ | -------------------- | ------ |
| RŠÚJ Bratislavský kraj | SK01   | Bratislavský kraj | SK010  | Okres Bratislava I   | SK0101 |
| RŠÚJ Bratislavský kraj | SK01   | Bratislavský kraj | SK010  | Okres Bratislava II  | SK0102 |
| RŠÚJ Bratislavský kraj | SK01   | Bratislavský kraj | SK010  | Okres Bratislava III | SK0103 |
| RŠÚJ Bratislavský kraj | SK01   | Bratislavský kraj | SK010  | Okres Bratislava IV  | SK0104 |
| RŠÚJ Bratislavský kraj | SK01   | Bratislavský kraj | SK010  | Okres Bratislava V   | SK0105 |
| RŠÚJ Bratislavský kraj | SK01   | Bratislavský kraj | SK010  | Okres Malacky        | SK0106 |
| RŠÚJ Bratislavský kraj | SK01   | Bratislavský kraj | SK010  | Okres Pezinok        | SK0107 |
| RŠÚJ Bratislavský kraj | SK01   | Bratislavský kraj | SK010  | Okres Senec          | SK0108 |